# Фудай
Фудай (яп. 普代村 Фудай-мура) — село в Японии, находящееся в уезде Симохей префектуры Иватэ. Площадь села составляет 69,69 км², население — 2920 человек (1 августа 2014), плотность населения — 41,90 чел./км².

## Географическое положение
Село расположено на острове Хонсю в префектуре Иватэ региона Тохоку. С ним граничат посёлок Иваидзуми и сёла Танохата, Нода.

## Население
Население села составляет 2920 человек (1 августа 2014), а плотность — 41,90 чел./км². Изменение численности населения с 1980 по 2005 годы:
| 1980 | 4023 чел. |  |
| 1985 | 4013 чел. |  |
| 1990 | 3909 чел. |  |
| 1995 | 3796 чел. |  |
| 2000 | 3583 чел. |  |
| 2005 | 3358 чел. |  |

## Символика
Деревом села считается софора японская, цветком — Lilium maculatum, птицей — японский баклан.

## Интересные факты
11 марта 2011 года на побережье Японии обрушилось цунами, но село Фудай осталось незатронутым им благодаря защитной стене со шлюзами, высотой местами до 15.5 метров, возведённой в прошлом веке по настоянию мэра города Котаку Вамура.